# Пам'ятки археології Близнюківського району
У Близнюківському районі Харківської області на обліку перебуває 74 пам'ятки археології.
| № з/п | Охоронний № | Місцезнаходження об'єкту | Назва об'єкту                                                                            | Дослідник, рік обстеження | Розміри                          | Кат     | Рішення Харківського ОВК, накази УКіТ    | Охоронна зона: розміри, Рішення Харківського ОВК, накази УКіТ                                                         |
| ----- | ----------- | --- | ---------------------------------------------------------------------------------------- | --- | -------------------------------- | ------- | ---------------------------------------- | --- |
| 1     | 2212        | с. Андріївка Криштопівської с/р | Кургани. 4.III тис. до н.е. – I тис. н.е.                                                | Шрамко Б.А. та інші. 1977р.Ревенко В.І., зав.відділу археології ХНМЦОКС.2004 р.                                                                      | Вис. 1,4-1,9 м                   | Місцева | №183 від 20.04.87р.                      | 50м.№ 184 від 20.04.87р. (встановлена на 3 кургани)                                                                   |
| 2     | 2213        | с. Башилівка Башилівської с/р | Кургани. 13.III тис. до н.е. – I тис. н.е.                                               | -<< - | Вис. 0,3-3,0 м                   | -<< -   | -<< -                                    | 50м.№ 184 від 20.04.87р. (встановлена на 12 курганів)                                                                 |
| 3     | 2289        | с. Берестове Берестівської с/р | Кургани. 9.III тис. до н.е. – I тис. н.е.                                                | -<< - | Вис. 0,6-2,5 м                   | -<< -   | № 161 від 18.04.88р.                     | 10 м. Наказ УКіТ №19 від 17.02.05р.(встановлена на 6 курганів)                                                        |
| 4     | 2288        | с. Берестове Добровольскої с/р | Кургани. 5III тис. до н.е. – I тис. н.е.                                                 | -<< - | Вис. 0,2-0,8 м                   | -<< -   | -<< -                                    | 10 м. Наказ УКіТ №19 від 17.02.05р.                                                                                   |
| 5     | 2290        | с. Бурбулатове Бурбулатівської с/р | Кургани. 5.III тис. до н.е. – I тис. н.е.                                                | -<< - | Вис. 0,3-3,5 м                   | -<< -   | -<< -                                    | 10 м. Наказ УКіТ №19 від 17.02.05р.                                                                                   |
| 6     | 2214        | с. Варварівка Верхньосамарської с/р | Кургани. 10.III тис. до н.е. – I тис. н.е.                                               | Коленченко Н.Г., арх. 1973р.Ревенко В.І., зав.відділу археології ХНМЦОКС.2004 р.                                                                     | Вис. 0,2-2,0 м                   | -<< -   | №183 від 20.04.87р.                      | 50м.№ 184 від 20.04.87р.                                                                                              |
| 7     | 1895        | с. Васюкове Олексіївської с/р | Кургани. 9.III тис. до н.е. – I тис. н.е.                                                | Шрамко Б.А. та інші. 1977р. Ревенко В.І., зав.відділу археології ХНМЦОКС.2004 р.                                                                     | Вис. 0,3-2,9 м                   | -<< -   | №196 від 16.04.84р.                      | 50м.№ 197 від 16.04.84р.                                                                                              |
| 8     | 2216        | с. Верхня Самара Верхньосамарської с/р | Кургани. 17.III тис. до н.е. – I тис. н.е.                                               | Коленченко Н.Г., арх. 1973р. Ревенко В.І., зав.відділу археології ХНМЦОКС.2004 р.                                                                    | Вис. 0,4-4,4 м                   | -<< -   | №183 від 20.04.87р.                      | 50м.№ 184 від 20.04.87р.                                                                                              |
| 9     | 2215        | с. Веселе Верхньосамарської с/р | Кургани. 17.III тис. до н.е. – I тис. н.е.                                               | -<< - | Вис. 0,5-5,0 м                   | -<< -   | -<< -                                    | 50м.№ 184 від 20.04.87р. (встановлена на 9 курганів)                                                                  |
| 10    | 2518        | с. Веселе Верхньосамарської с/р | Поселення двошарове: доби бронзи та скіфського часу. ІІ тис. до н.е, VII-III ст. до н.е. | -<< - | Площа 150х150 м.                 | -<< -   | №975 від 18.09.97р.                      | |
| 11    | 2291        | с. Водяне Лукашівської с/р | Кургани. 3.III тис. до н.е. – I тис. н.е.                                                | Шрамко Б.А. та інші. 1977р. Ревенко В.І., зав.відділу археології ХНМЦОКС.2004 р.                                                                     | Вис. 0,3-0,7 м                   | -<< -   | № 161 від 18.04.88р.                     | 10 м. Наказ УКіТ №19 від 17.02.05р.                                                                                   |
| 12    | 1894        | с. Ганнівка Добровільської с/р | Курган.III тис. до н.е. – I тис. н.е.                                                    | -<< - | Вис. 0,9 м                       | -<< -   | № 196 від 16.04.84р.                     | 50м.№ 197 від 16.04.84р.                                                                                              |
| 13    | 2292        | с. Дмитрівка Лукашівської с/р | Кургани. 2.III тис. до н.е. – I тис. н.е.                                                | -<< - | Вис. 0,5-0,7 м                   | -<< -   | № 161 від 18.04.88р.                     | 10 м. Наказ УКіТ №19 від 17.02.05р.                                                                                   |
| 14    | 2293        | с. Дмитрівка Криштопівської с/р | Кургани. 6.III тис. до н.е. – I тис. н.е.                                                | -<< - | Вис.0,4-2,3 м                    | -<< -   | -<< -                                    | 10 м. Наказ УКіТ №19 від 17.02.05р.                                                                                   |
| 15    | 1891        | с. Добровілля Добровільської с/р | Поселення доби бронзи та скіфського часу. ІІ тис. до н.е, VII-ІІІ ст. до н.е.            | Коленченко Н.Г., арх. 1973р. | Площа 100х150 м.                 | -<< -   | №196 від 16.04.84р.                      | 50м.№ 197 від 16.04.84р.                                                                                              |
| 16    | 2294        | с. Криштопівка Криштопівської с/р | Кургани. 15.III тис. до н.е. – I тис. н.е.                                               | Шрамко Б.А. та інші. 1977р. Ревенко В.І., зав.відділу археології ХНМЦОКС.2004 р.                                                                     | Вис. 0,3-5,0 м                   | -<< -   | № 161 від 18.04.88р.                     | 10 м. Наказ УКіТ №19 від 17.02.05р.                                                                                   |
| 17    | 2519        | с. Криштопівка Криштопівської с/р | Поселення двошарове: доби бронзи та скіфського часу. ІІ тис.до.н.е. VII-III ст. до н.е.  | Коленченко Н.Г., арх. 1973р. | Площа 400х150 м.                 | -<< -   | №975 від 18.09.97р.                      | |
| 18    | 1896        | с. Лукашівка Лукашівської с/р | Курган.III тис. до н.е. – I тис. н.е.                                                    | Шрамко Б.А. та інші. 1977р. Ревенко В.І., зав.відділу археології ХНМЦОКС.2004 р.                                                                     | Вис. 4,0 м                       | -<< -   | №196 від 16.04.84р.                      | 50м.№ 197 від 16.04.84р.                                                                                              |
| 19    | 1897        | с. Мар’ївка Софіївської с/р | Курган.III тис. до н.е. – I тис. н.е.                                                    | -<< - | Вис. 0,3-1,3 м                   | -<< -   | -<< -                                    | 50м.№ 197 від 16.04.84р.                                                                                              |
| 20    | 2295        | с. Микільське Олексіївської с/р | Кургани. 9.III тис. до н.е. – I тис. н.е.                                                | -<< - | Вис. 0,3-3,0 м                   | -<< -   | № 161 від 18.04.88р.                     | 10 м. Наказ УКіТ №19 від 17.02.05р.                                                                                   |
| 21    | 2217        | с. Надеждине Надеждинської с/р | Кургани. 7.III тис. до н.е. – I тис. н.е.                                                | -<< - | Вис. 0,3-2,7 м                   | -<< -   | № 183 від 20.04.87р.                     | 50м.№ 184 від 20.04.87р. (встановлена на 6 курганів)                                                                  |
| 22    | 2218        | с. Новопокровка Башилівської с/р | Кургани. 12.III тис. до н.е. – I тис. н.е.                                               | -<< - | Вис. 0,5-4,0 м                   | -<< -   | -<< -                                    | 50м.№ 184 від 20.04.87р. (встановлена на 9 курганів).10 м. Наказ УКіТ №19 від 17.02.05р.(встановлена на 3 кургани)    |
| 23    | 2211        | с. Олександрівка Бурбулатівської с/р | Кургани. 15.III тис. до н.е. – I тис. н.е.                                               | -<< - | Вис. 0,3-1,7 м                   | -<< -   | -<< -                                    | 50м.№ 184 від 20.04.87р. (встановлена на 12 курганів)                                                                 |
| 24    | 2219        | с. Павлівка Верхньосамарської с/р | Кургани. 13.III тис. до н.е. – I тис. н.е.                                               | -<< - | Вис. 0,4-6,0 м                   | -<< -   | -<< -                                    | 50м.№ 184 від 20.04.87р. (встановлена на 5 курганів) 10 м. Наказ УКіТ №19 від 17.02.05р.( встановлена на 8 курганів). |
| 25    | 1892        | с. Роздолівка Софіївської с/р | Поселення 2 шт. Доба бронзи. ІІ тис.до.н.е.                                              | Коленченко Н.Г., арх. 1973р. | Площа І - 200х150 мІІ - 100х150м | -<< -   | №196 від 16.04.84р.                      | 50м.№ 197 від 16.04.84р.50м.№ 184 від 20.04.87р.                                                                      |
| 26    | 1898        | с-ще Садове Близнюківської с/р | Кургани. 5.III тис. до н.е. – I тис. н.е.                                                | Шрамко Б.А. та інші. 1977р. Ревенко В.І., зав.відділу археології ХНМЦОКС.2004 р.                                                                     | Вис.0,3-4,5 м                    | -<< -   | -<< -                                    | 50м.№ 197 від 16.04.84р.                                                                                              |
| 27    | 2220        | с. Самійлівка Криштопівської с/р | Кургани. 6.III тис. до н.е. – I тис. н.е.                                                | -<< - | Вис.0,6-1,5 м                    | -<< -   | №183 від 20.04.87р.                      | 50м.№ 184 від 20.04.87р. (встановлена на 4 кургани)10 м. Наказ УКіТ №19 від 17.02.05р.( встановлена на 2 кургани)     |
| 28    | 2296        | с. Семенівка, Семенівської с\р | Кургани. 8.III тис. до н.е. – I тис. н.е.                                                | -<< - | Вис. 0,3-4,0 м                   | -<< -   | № 161 від 18.04.88р.                     | 10 м. Наказ УКіТ №19 від 17.02.05р.                                                                                   |
| 29    | 1899        | с. Софіївка Башилівської с/р | Кургани. 7.III тис. до н.е. – I тис. н.е.                                                | -<< - | Вис. 0,7-3,0 м                   | -<< -   | № 196 від 16.04.84р.                     | 50м.№ 197 від 16.04.84р.                                                                                              |
| 30    | 1900        | с. Степове Лукашівської с/р | Курган.III тис. до н.е. – I тис. н.е.                                                    | -<< - | Вис. 1,0 м                       | -<< -   | -<< -                                    | 50м.№ 197 від 16.04.84р.                                                                                              |
| 31    | 1893        | с. Уплатне Уплатнівської с/р | Поселення доби бронзи. ІІ тис.до н.е.                                                    | Коленченко Н.Г., арх. 1973р. | Площа 300х100 м                  | -<< -   | -<< -                                    | 50м.№ 197 від 16.04.84р.                                                                                              |
| 32    | 1901        | с. Уплатне Уплатнівської с/р | Кургани. 5.III тис. до н.е. – I тис. н.е.                                                | Коленченко Н.Г., арх. 1973р. Ревенко В.І., зав.відділу археології ХНМЦОКС.2004 р.                                                                    | Вис. 0,8-2,5 м                   | -<< -   | -<< -                                    | 50м.№ 197 від 16.04.84р.                                                                                              |
| 33    | 2297        | с. Холодне Новоукраїнської с/р | Кургани. 4.III тис. до н.е. – I тис. н.е.                                                | Шрамко Б.А. та інші. 1977р. Ревенко В.І., зав.відділу археології ХНМЦОКС.2004 р.                                                                     | Вис. 0,3-3,0 м                   | -<< -   | № 161 від 18.04.88р.                     | 10 м. Наказ УКіТ №19 від 17.02.05р.                                                                                   |
| 34    | 2000035     | С. Новоолександрівка, Самійлівська сільська рада Близнюківського району.Magellan Explorist 500:Курган № 5 - 48°48.540С 036°11.785В точ. 3м                   | Курган №5                                                                                | Кулик Г.М.Резніков В.В.Енеоліт. Доба бронзи. Скіфський час. Раннє середньовіччя. III тис. до н.е. – I тис. н.е.                                      | Висота – 1,5м.                   | Місцева | Наказ МКТУ № 58/0/16-10 від 03.02.2010р. | |
| 35    |             | с. Алісівка Алісівської с/ради.7 курганів, розташовані на південь та південний схід від села                                                                 | Кургани                                                                                  | Ревенко В.І., завідувач відділу археології Харківського науково-методичного центру охорони культурної спадщини,2004 р.III тис. до н.е. – I тис. н.е. | вис. 0,8-3,0 м                   | Об’єкт  | Наказ УКіТ № 25 від 02.03.05р.           | |
| 36    |             | с. Берестове Уплатнівської с/ради.1 курган, розташований за 1,5 км на схід від села                                                                          | Курган                                                                                   | – << – | вис. 1,9 м                       | Об’єкт  | Наказ УКіТ № 25 від 02.03.05р.           | |
| 37    |             | с. Богданівка Новонадеждинської с/ради. 2 кургани, розташовані на північній та південно-східній околицях села                                                | Кургани                                                                                  | – << – | вис. 0,8-1,3 м                   | Об’єкт  | Наказ УКіТ № 25 від 02.03.05р.           | |
| 38    |             | с. Вільне Перше Бурбулатівської с/ради.2 кургани, розташовані за 0,5 км на захід від села                                                                    | – << –                                                                                   | – << – | вис. 1,3-3,0 м                   | Об’єкт  | Наказ УКіТ № 25 від 02.03.05р.           | |
| 39    |             | с. Верхньоводяне Самійлівської с/ради.7 курганів, розташовані за 0,7 км на південний схід від села                                                           | – << –                                                                                   | – << – | вис. 0,3-0,7 м                   | Об’єкт  | Наказ УКіТ № 25 від 02.03.05р.           | |
| 40    |             | с. Ганнівка Добровільської с/ради. 10 курганів, розташовані на захід від села                                                                                | – << –                                                                                   | – << – | вис. 0,4-2,0 м                   | Об’єкт  | Наказ УКіТ № 25 від 02.03.05р.           | |
| 41    |             | с. Ганно-Рудаєвє Лукашівської с/ради. 1 курган, розташований за 2 км на північ від села                                                                      | Курган                                                                                   | – << – | вис. 1,5 м                       | Об’єкт  | Наказ УКіТ № 25 від 02.03.05р.           | |
| 42    |             | с. Григорівка Олексіївської с/ради. 2 кургани, розташовані на західній околиці села та за 2 км на північний захід від села                                   | Кургани                                                                                  | – << – | вис. 1,5-3,0 м                   | Об’єкт  | Наказ УКіТ № 25 від 02.03.05р.           | |
| 43    |             | с. Далеке Радгоспівської с/ради. 4 кургани розташовані за 2 км на південний схід від села                                                                    | – << –                                                                                   | – << – | вис. 1,3-2,3 м                   | Об’єкт  | Наказ УКіТ № 25 від 02.03.05р.           | |
| 44    |             | с. Дубове Семенівської с/ради. 3 кургани, розташовані за 0,4 км на північ від села                                                                           | – << –                                                                                   | – << – | вис. 0,5-2,2 м                   | Об’єкт  | Наказ УКіТ № 25 від 02.03.05р.           | |
| 45    |             | с. Добровілля Добровільської с/ради. 8 курганів, розташовані на південний схід від села                                                                      | – << –                                                                                   | – << – | вис. 0,3-2,8 м                   | Об’єкт  | Наказ УКіТ № 25 від 02.03.05р.           | |
| 46    |             | с. Катеринівка Лукашівської с/ради. 5 курганів, розташовані на захід та південний схід від села                                                              | – << –                                                                                   | – << – | вис. 0,3-1,3 м                   | Об’єкт  | Наказ УКіТ № 25 від 02.03.05р.           | |
| 47    |             | с. Миколаївка Друга Криштопівської с/ради. 13 курганів розташовані на північний схід, схід та південь від села                                               | – << –                                                                                   | – << – | вис. 0,3-5,0 м                   | Об’єкт  | Наказ УКіТ № 25 від 02.03.05р.           | |
| 48    |             | с. Миколаївка Перша Бурбулатівської с/ради. 3 кургани, розташовані на північний схід та схід від села                                                        | – << –                                                                                   | – << – | вис. 0,3-3,6 м                   | Об’єкт  | Наказ УКіТ № 25 від 02.03.05р.           | |
| 49    |             | с. Милівка Уплатненської с/ради. 6 курганів розташовані на північний схід від села                                                                           | – << –                                                                                   | – << – | вис. 0,7-3,5 м                   | Об’єкт  | Наказ УКіТ № 25 від 02.03.05р.           | |
| 50    |             | с. Морокине Новона-деждинської с/ради. 1 курган, розташований за 2,8 км на південний схід від села                                                           | Курган                                                                                   | – << – | вис. 2,5 м                       | Об’єкт  | Наказ УКіТ № 25 від 02.03.05р.           | |
| 51    |             | с. Новомар’ївка Софіївської с/ради. 4 кургани, розташовані на південь та південний захід від села                                                            | Кургани                                                                                  | – << – | вис. 0,3-1,3 м                   | Об’єкт  | Наказ УКіТ № 25 від 02.03.05р.           | |
| 52    |             | с. Новоіванівка Башилівської с/ради. 8 курганів, розташовані за 1,5 км на північ від села                                                                    | – << –                                                                                   | – << – | вис. 0,7-3,5 м                   | Об’єкт  | Наказ УКіТ № 25 від 02.03.05р.           | |
| 53    |             | с. Новомиколаївка Новоукраїнської с/ради. 1 курган, розташований за 0,4 км на південний схід від села                                                        | Курган                                                                                   | – << – | вис. 1,5 м                       | Об’єкт  | Наказ УКіТ № 25 від 02.03.05р.           | |
| 54    |             | с. Новоолександрівка Самійлівської с/ради. 2 кургани, розташовані за 2,6 км на південний захід від села                                                      | Кургани                                                                                  | – << – | вис. 0,6-3,0 м                   | Об’єкт  | Наказ УКіТ № 25 від 02.03.05р.           | |
| 55    |             | с. Новопавлівка Самійлівської с/ради. 3 кургани, розташовані на північ та південь від села                                                                   | – << –                                                                                   | Ревенко В.І., зав. відділу пам’яток археології ХНМЦОКСЕнеоліт. Доба бронзи. Скіфський час. Раннє середньовіччя. III тис. до н.е. – I тис. н.е.       | вис. 1,3-1,5 м                   | Об’єкт  | Наказ УКіТ № 25 від 02.03.05р.           | |
| 56    |             | с. Новоселівка Софіївської с/ради. 3 кургани, розташовані за 2,0 км на північний схід від села, 1 курган, розташований за 1,9 км на північний захід від села | Кургани                                                                                  | – << – | вис. 1,4 – 2,3 м,вис. 1,7 м      | Об’єкт  | Наказ УКіТ №394 від 20.12.06р.           | |
| 57    |             | с. Новоукраїнка Новоукраїнської с/ради. 4 кургани, розташовані за 0,25 км на північ та південь від села                                                      | – << –                                                                                   | – << – | вис. 0,5-3,5 м                   | Об’єкт  | Наказ УКіТ № 25 від 02.03.05р.           | |
| 58    |             | с. Новоуплатне Уплатнівської с/ради. 5 курганів, розташовані на схід та північний схід від села                                                              | – << –                                                                                   | – << – | вис. 0,4-1,8 м                   | Об’єкт  | Наказ УКіТ № 25 від 02.03.05р.           | |
| 59    |             | с. Остерське Берестівської с/ради. 3 кургани, розташовані на північний захід від села                                                                        | – << –                                                                                   | – << – | вис. 0,2-3,1 м                   | Об’єкт  | Наказ УКіТ № 25 від 02.03.05р.           | |
| 60    |             | с. Острівщина Острівщинської с/ради. 1 курган, розташований за 1 км на захід від села                                                                        | Курган                                                                                   | – << – | вис. 0,6 м                       | Об’єкт  | Наказ УКіТ № 25 від 02.03.05р.           | |
| 61    |             | с. Петрівське Кіровської с/ради. 2 кургани, розташовані за 2,2 км на схід від села                                                                           | Кургани                                                                                  | – << – | вис. 1,4-3,0 м                   | Об’єкт  | Наказ УКіТ № 25 від 02.03.05р.           | |
| 62    |             | с. Пролетарське Уплатненської с/ради. 1 курган, розташований за 1,2 км на схід від села                                                                      | Курган                                                                                   | – << – | вис. 1,5 м                       | Об’єкт  | Наказ УКіТ № 25 від 02.03.05р.           | |
| 63    |             | с. Радгоспне Радгоспівської с/ради. 2 кургани, розташовані за 1,4 км на північний захід від села                                                             | Кургани                                                                                  | – << – | вис. 0,4-3,5 м                   | Об’єкт  | Наказ УКіТ № 25 від 02.03.05р.           | |
| 64    |             | с. Рижове Алісівської с/р. 8 курганів розташовані на південний захід та південний схід від села                                                              | – << –                                                                                   | – << – | вис. 0,3-2,3 м                   | Об’єкт  | Наказ УКіТ № 25 від 02.03.05р.           | |
| 65    |             | с. Роздолівка Софіївської с/ради. 11 курганів, розташовані на захід та південний схід від села                                                               | – << –                                                                                   | – << – | вис. 0,3-2,0 м                   | Об’єкт  | Наказ УКіТ № 25 від 02.03.05р.           | |
| 66    |             | с. Рясне Башилівської с/ради. 6 курганів, розташовані на захід, схід та північний схід від села                                                              | – << –                                                                                   | – << – | вис. 0,7-3,0 м                   | Об’єкт  | Наказ УКіТ № 25 від 02.03.05р.           | |
| 67    |             | с. Самійлівка Самійлівської с/ради. 1 курган, розташований на південно-західній околиці села                                                                 | Курган                                                                                   | – << – | вис. 4,0 м                       | Об’єкт  | Наказ УКіТ № 25 від 02.03.05р.           | |
| 68    |             | с. Серафимівка Острівщинської с/ради. 1 курган, розташований за 0,9 км на південний захід від села                                                           | – << –                                                                                   | – << – | вис. 1,7 м                       | Об’єкт  | Наказ УКіТ № 25 від 02.03.05р.           | |
| 69    |             | с. Сергіїва Балка Лукашівської с/ради. 2 кургани, розташовані за 0,75 км на північний схід від села                                                          | Кургани                                                                                  | – << – | вис. 0,3-2,5 м                   | Об’єкт  | Наказ УКіТ № 25 від 02.03.05р.           | |
| 70    |             | с. Степове Лукашівської с/ради. 4 кургани, розташовані на північ та південь від села                                                                         | – << –                                                                                   | – << – | вис. 1,2-4,0 м                   | Об’єкт  | Наказ УКіТ № 25 від 02.03.05р.           | |
| 71    |             | с. Софіївка Софіївської с/ради. 9 курганів, розташовані на північний захід від села                                                                          | – << –                                                                                   | – << – | вис. 0,4-2,5 м                   | Об’єкт  | Наказ УКіТ № 25 від 02.03.05р.           | |
| 72    |             | с. Тимофіївка Берестівської с/ради. 3 кургани, розташовані на північній околиці та північний захід від села                                                  | – << –                                                                                   | – << – | вис. 1,7-1,9 м                   | Об’єкт  | Наказ УКіТ № 25 від 02.03.05р.           | |
| 73    |             | с. Шевченкове Друге Кіровської с/ради. 1 курган, розташований за 1,2 км на північний схід від села                                                           | Курган                                                                                   | – << – | вис. 2,7 м                       | Об’єкт  | Наказ УКіТ № 25 від 02.03.05р.           | |
| 74    |             | с. Широке Самійлівської с/ради. 23 кургани, розташовані у північно-східній частині села та навколо села                                                      | Кургани                                                                                  | – << – | вис. 0,3-3,0 м                   | Об’єкт  | Наказ УКіТ № 25 від 02.03.05р.           | |

## Джерело
Лист Харківської Облдержадміністрації на запит ВМ УА від 28 березня 2012. Файли доступні на сайті конкурсу WLM.